# Velîkîi Poliuhiv, Zolociv
Velîkîi Poliuhiv (în ucraineană Великий Полюхів) este o comună în raionul Zolociv, regiunea Liov, Ucraina, formată numai din satul de reședință.

## Demografie
Componența lingvistică a comunei Velîkîi Poliuhiv
     Ucraineană (100%)
Conform recensământului din 2001, toată populația comunei Velîkîi Poliuhiv era vorbitoare de ucraineană (100%).